# Печера

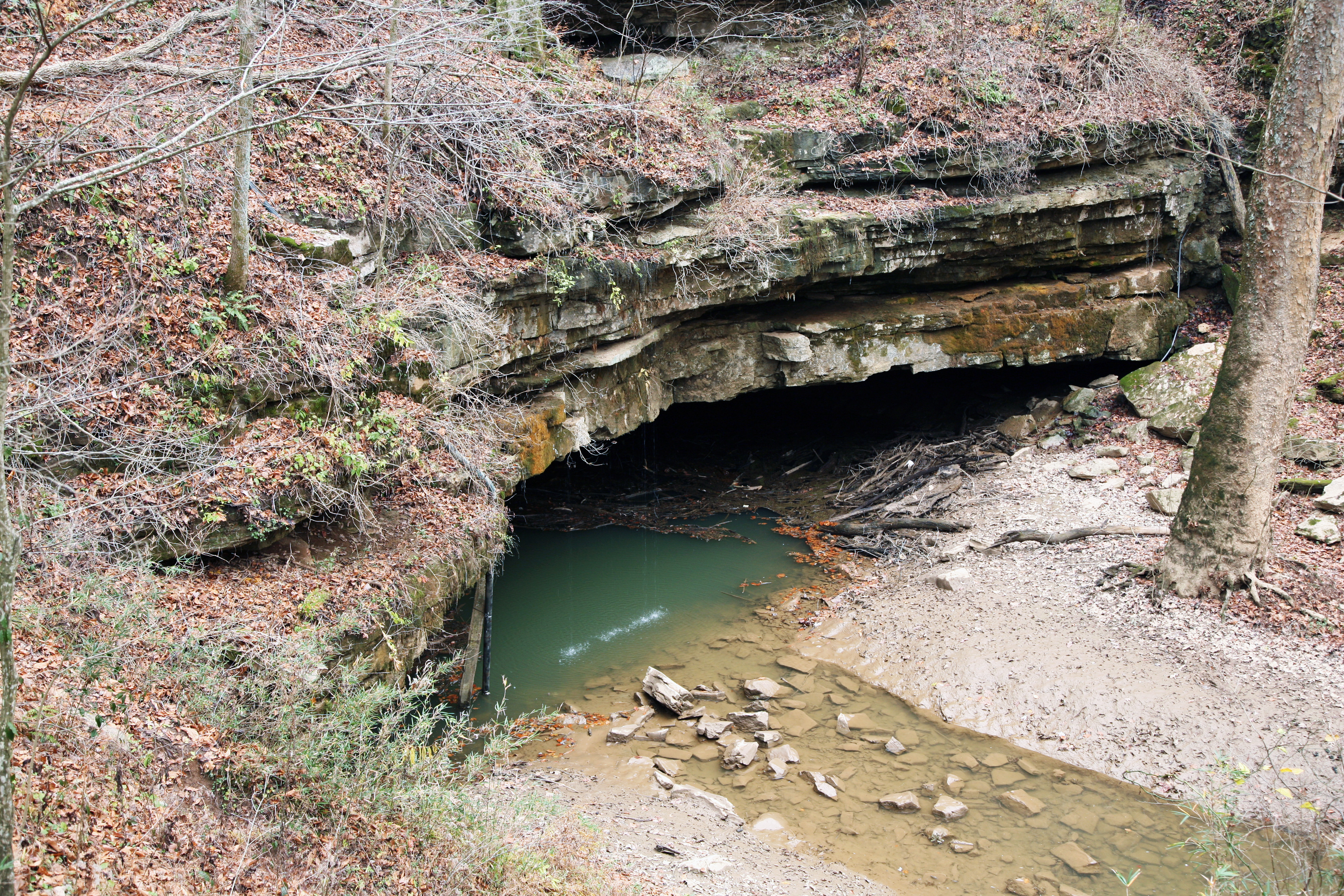
Мамутова печера (національний парк) у США.

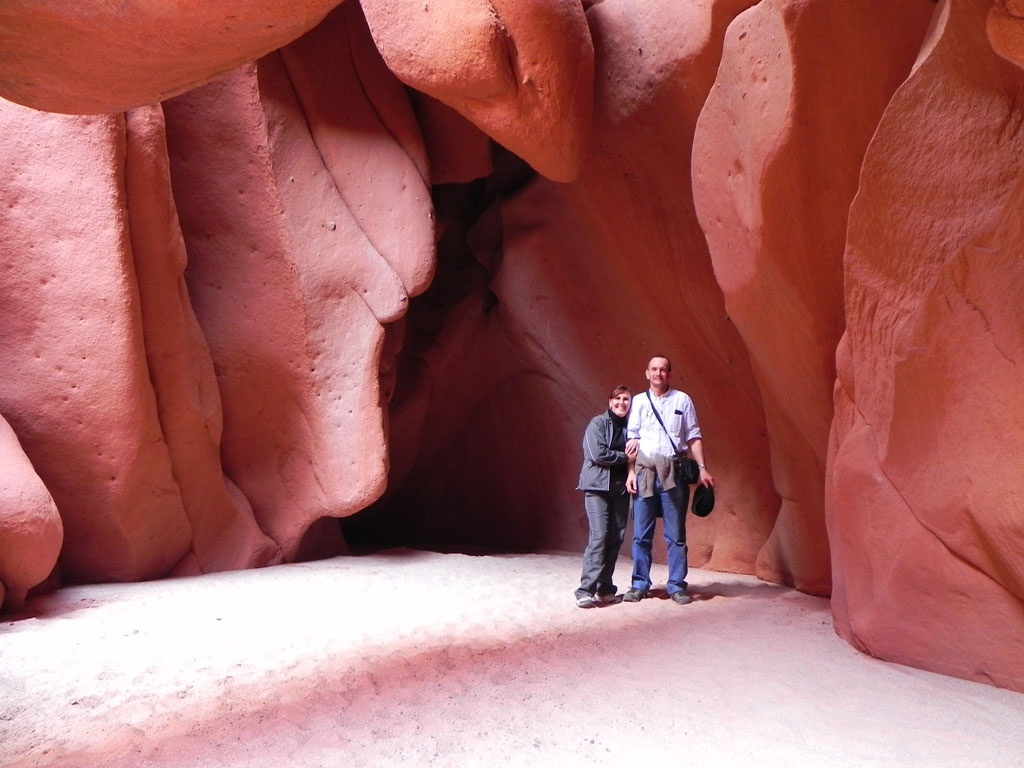
В одній з печер Аргентини

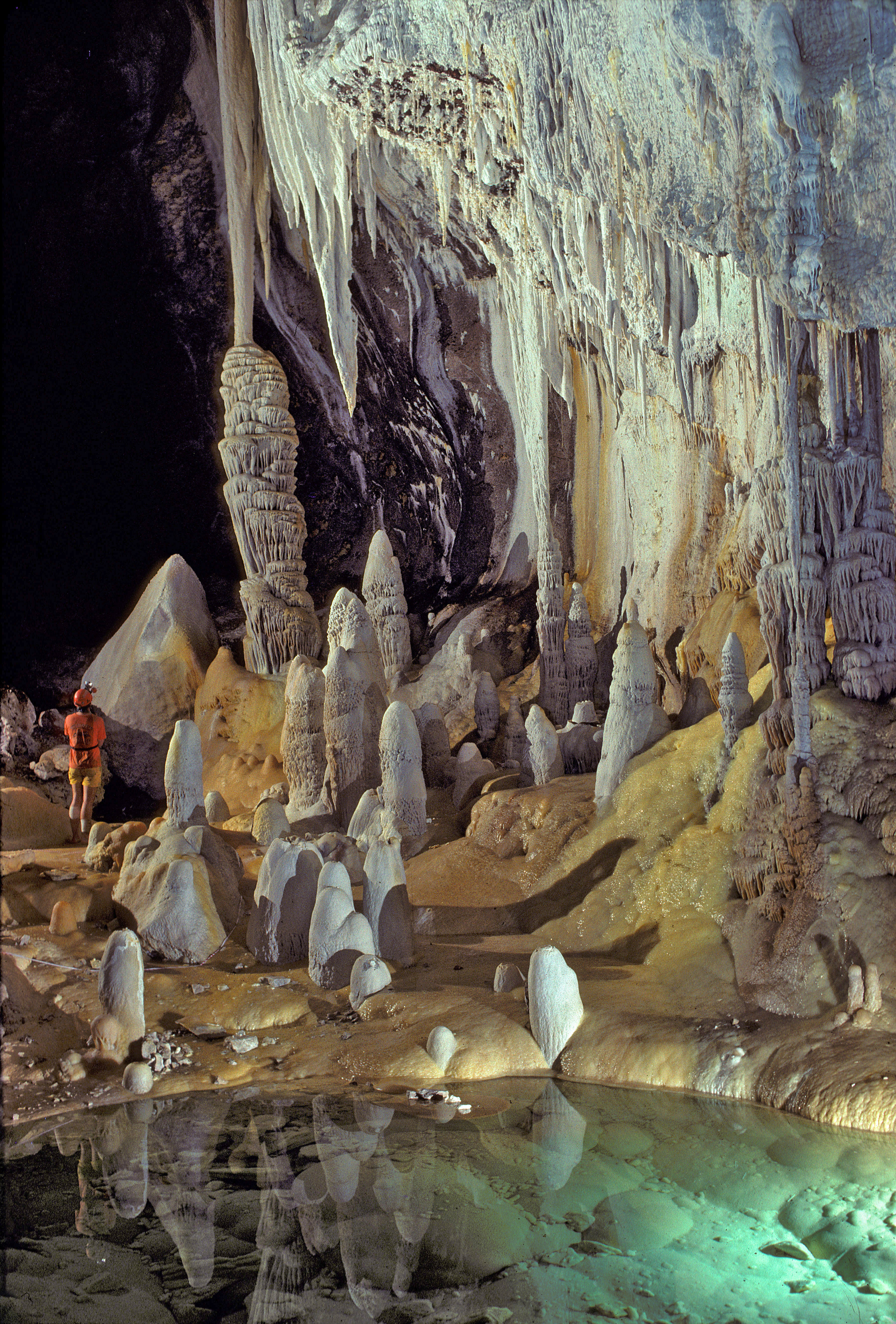
Печера Лічугія, Нью-Мексико (США)

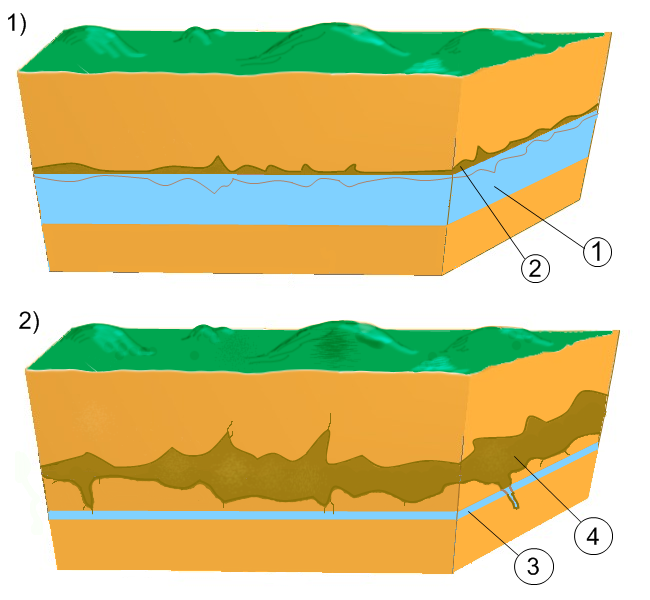
Формування печери

Пече́ра (діал. яскиня) — природна підземна порожнина у поверхневих шарах земної товщі, що з'єднується з поверхнею землі одним або декількома отворами.

## Загальна інформація
Печери - це проходи вглиб поверхні, які або мають або декілька виходів, або один, або не має зовсім. Найбільші порожнини має тип карстових печер, в яких є різноманітні натічні утвори — сталактити, сталагміти, колони (сталагнати) тощо[⇨]. У деяких печерах присутні виходи підземних вод у вигляді джерел, підземних річок та озер[⇨]. У печерах спостерігається своєрідний кліматичний режим. Печери можуть бути заповнені повітрям або іншим газом (здебільшого, радоном або метаном), водою, частково твердими відкладами. Печери населяють специфічні види тварин, що пристосувались до підземних умов життя — печерна фауна, спелеофауна[⇨]. Найдовша у світі печера — Мамутова в Північній Америці, що залягає у вапнякових шарах на західних схилах Аппалачів, штат Кентуккі, США. Її загальна довжина ходів перевищує 288 км, а глибина сягає 300 м[⇨]. Багато печер є в Україні, на Поділлі, в Криму, в Карпатах. Найдовшою печерою України та усієї Євразії є гіпсова печера Оптимістична в Тернопільській області, із загальною довжиною ходів понад 260 км[⇨]. З давніх-давен життя людей було пов'язане з печерами, про це свідчать печерні розписи первісних людей, знахідки кісток, слідів життєдіяльності, міфологія народів світу[⇨]. Печери давали людям тимчасовий прихісток від ворогів, усамітнення для монахів (Київські печери); ставали постійним житлом, у м'яких породах видовбували цілі печерні міста (у Кримських горах, Каппадокії); будували підземні склади для сирів і вина (Артемівськ), військові об'єкти і заводи (Зеєгротте). У сучасному світі печери часто стають об'єктом туризму, екстремального спорту[⇨]. Вивченням печер займається наука спелеологія та її представники, вчені-спелеологи[⇨].
Найбільші печери світу: Флінт-Ридж-Мамонтова (США, 596 км), Оптимістична (Україна, 240,5 км), Джуел Кейв (США, 223 км).
Багато печер ще з епохи палеоліту використовувалися людиною для стоянок, на стінах багатьох печер залишилися малюнки первісних людей.
Печери-галереї — це довгі, не затоплені водою печери, схожі на тунелі. Спочатку вони були утворені річкою, але зі зниженням рівня ґрунтовних вод стали сухими.

## Утворення
Утворюються печери переважно під дією вилуговування та розмивання водою легко розчинних гірських порід — вапняків, доломітів, гіпсів (група карстових печер), а також внаслідок суфозії, абразії прибережних хвиль, розвіювання та інших екзогенних та ендогенних процесів.
- За походженням печери поділяють на первинні і вторинні.

Первинні печери складені сингенетичними гірськими породами: газові пузирі і тунелі в лавах, порожнини в рифах і вапнякових туфах, печери гідратації в гіпсо-ангідритах.
Вторинні печери — результат геологічних процесів, що виявляються в породі або льодовику: печери вивітрювання, вилуговування, видування, суфозійні, абразійні процеси на берегах морів, карстові, гідротермальні, гляціальні в льодовиках. Найпоширенішими є карстові печери.
- За положенням у просторі печери розділяють на горизонтальні, похилі та вертикальні, які в свою чергу поділяють на колодязі (глибиною до 20 м), шахти (від 20 до 300 м) та провалля (понад 300 м)[5].

Понор — природний отвір (тріщина) або порожнина будь-якої форми на поверхні карстових гірських порід, по яких стікає вглиб дощова, тала снігова та проточна вода. Понори утворюються зазвичай на дні карстових лійок чи в руслах зникаючих річок. Понор є індикатором карстування, тому завдяки понорам спелеологи знаходять виходи з печер, хоча понор може бути виключно локалізованим.
Див. також воклюз. Вертикальні підводні печери називають блакитними дірами.
Більшість печер поступово руйнується, але деякі з них є дуже старі. Верхні шари вапняку, що утворюють склепіння печери, дедалі тоншають і зрештою обвалюються, залишаючи на поверхні землі великі западини. Якщо обвалюються внутрішні перегородки між печерами, може утворитися довга ущелина зі стрімкими схилами — карстова вирва.

## Розміри
У світі відомо 93 шахти завглибшки понад 1 км. У 2012 році «підземний полюс» (найглибше досягнуте людиною місце в печерах) зафіксовано на глибині 2196 м у печері Крубера-Вороняча, що розташована на масиві Арабіка в Абхазії. Найглибша шахта України є в Криму, на масиві Карабі, і має назву Солдатська (-519 м).
Деякі печери є поєднанням шахт, горизонтальних і похилих галерей (П'єр-Сен-Мартен). У вапняках зали сягають величезних розмірів, наприклад, зал «Вірна» в печері Пьєр-Сен-Мартен має об'єм бл. 3,4 млн м³, зал «Грузинських спелеологів» в Новоафонській печері — 0,9 млн м³.
Найдовша печера світу Флінт-Рідж-Мамонтова (США, штат Кентуккі), довжина зафіксованих спелеологами ходів у якій становить 563 км (2006 р.). Друге місце — за гіпсовою печерою Оптимістична, що на Тернопільщині (Україна) (розвідана довжина, станом на 2014 р., становить 240,5 км).
У 2007 році на території заповідника карстових печер у межиріччі Дністра, Серета і Збруча Тернопільської області українські спелеологи відкрили унікальну карстову печеру Музейна (колишній так званий понор «Гігант»), яка теж може допомогти становленню українських печер у ряд найдовших печер світу. У разі продовження Музейної в напрямках до печери Оптимістичної та печери Озерна (Блакитні Озера), між якими вона розташована, сумарна довжина ходів Оптимістичної, Озерної (125 км) і Музейної зможе залишити позаду Флінт-Рідж-Мамонтову.

## Підземні води
У деяких печерах присутні виходи підземних вод у вигляді джерел, підземних річок та озер.

## Натічні форми
Найбільші порожнини має тип карстових печер, в яких є різноманітні натічні утвори — сталактити, сталагміти, колони (сталагнати) тощо.

## Спелеофауна
Печери населяють специфічні види тварин, що пристосувались до підземних умов життя — печерна фауна, спелеофауна. Тваринам печер, як правило, притаманні сліпота, депігментація, гігантизм.

## Поширення

### В Україні
Багато печер є в Україні, на Поділлі, в Криму, в Карпатах.

### В культурі
З давніх-давен життя людей було пов'язане з печерами, про це свідчать наскельні печерні розписи первісних людей, знахідки кісток, слідів життєдіяльності, міфологія народів світу.

## Дослідження
Вивченням печер займається наука спелеологія та її представники, вчені-спелеологи. Але печери становлять інтерес також для фахівців інших галузей науки: геологів, гірників, гідрогеологів, біологів, археологів, істориків, медиків тощо.
| Категорія | Категорія | Труднощі та перешкоди | Час проходження | Загальна глибина (м) |
| --------- | --------- | --- | --------------- | -------------------- |
| 1         | 1         | Печери для проходження яких потрібно якнайменше допоміжного обладнання. Глибина колодязів не більше 40 м. Колодязі найчастіше сухі й просторі для проходження. У горизонтальних печерах можуть бути перешкоди: вузькі місця, ділянки нескладного скелелазіння, підтоплені ділянки.                                                         | 2—8 годин       | 20—100               |
| 2         | А         | Колодязі часто обводнені, але без сильних потоків. Горизонтальні печери можуть мати відкриті сифони. | 3—8 годин       | 40—180               |
| 2         | Б         | Колодязі часто обводнені, але без сильних потоків. Горизонтальні печери можуть мати відкриті сифони. | 6—16 годин      | 150—300              |
| 3         | А         | Колодязі можуть бути сильно обводненими. У горизонтальних печерах можуть бути невеликі сифони, проходження яких потребує спеціального спорядження для автономного дихання. | 12—48 годин     | 180—360              |
| 3         | Б         | Колодязі можуть бути сильно обводненими. У горизонтальних печерах можуть бути невеликі сифони, проходження яких потребує спеціального спорядження для автономного дихання. | 2—5 діб         | 320—550              |
| 4         | А         | Печери вертикального і мішаного типів, для проходження яких потрібно робити проміжні пункти для харчування та відпочинку, розбивати спеціальні підземні табори. Можуть бути ділянки складного скелелазіння. | 4—8 діб         | 420—550              |
| 4         | Б         | Печери вертикального і мішаного типів, для проходження яких потрібно робити проміжні пункти для харчування та відпочинку, розбивати спеціальні підземні табори. Колодязі можуть бути сильно обводненими. У горизонтальних печерах можуть бути невеликі сифони, проходження яких потребує спеціального спорядження для автономного дихання. | 7—14 діб        | 320—550              |
| 5         | А         | Велика кількість різноманітних перешкод. Для проходження потрібно розбивати спеціальні підземні табори. | 12—18 діб       | 800—1200             |
| 5         | Б         | Велика кількість різноманітних перешкод. Для проходження потрібно розбивати спеціальні підземні табори. | >18 діб         | >1100                |

## Використання
Печери можуть слугувати і як сховища, і як виробничі приміщення, для відпочинку і розваг тощо. Один з популярних видів використання печер — підземний туризм. Усього на Землі наприкінці ХХ сторіччя існувало близько 900 печер відкритих для туристичних екскурсій.
Найпопулярнішими туристичними печерами в Україні є печери Мармурова та Кизил-Коба (Крим), Млинки, Вертеба, Вітрова, Кришталева (Тернопільщина) та Атлантида (Хмельниччина).